# Chāh-e Nowrūz
Chāh-e Nowrūz (persiska: چاه نوروز) är en ort i Iran.   Den ligger i provinsen Kerman, i den sydöstra delen av landet, 1 100 km sydost om huvudstaden Teheran. Chāh-e Nowrūz ligger 455 meter över havet och antalet invånare är 242.
Terrängen runt Chāh-e Nowrūz är platt åt sydost, men åt nordväst är den kuperad. Terrängen runt Chāh-e Nowrūz sluttar österut.Runt Chāh-e Nowrūz är det glesbefolkat, med 8 invånare per kvadratkilometer. Närmaste större samhälle är Banūtarātom, 19,6 km norr om Chāh-e Nowrūz. Trakten runt Chāh-e Nowrūz är ofruktbar med lite eller ingen växtlighet.